# 허운 (1840년)
허운(虚云, 1840년 9월 5일 ~ 1959년 10월 13일)은 중화인민공화국의 20세기 시대 대선승(大禪僧)이다.

## 같이 보기
- 인순 스님